# Expédition contre les Yat Iznassen
Guerre franco-marocaine (1844)
L'expédition française contre les Beni-Snassen ou l'expédition française contre les Yat-Iznassen est une expédition militaire française dirigée depuis l'Algérie française en 1859, contre la tribu berbère rifaine des Yat Iznassen, en raison de la continuité des attaques de la part de cette tribu à l'égard des colons français sur les territoires frontaliers algériens, malgré le traité de Tanger et donnant lieu à une occupation territoriale de l'armée française sur leur territoire, avant leur retrait.
Cette expédition fut dirigée par le militaire français Edmond de Martimprey (qui donna son nom à la ville Martimprey-du-Kiss, actuelle Ahfir), et fut composée de Zouaves (collaborateurs berbères combattants aux côtés de l'Armée française, aussi nommés Harkis, contre les tribus berbères résistantes), et s'est déroulée quinze ans après la signature du traité de Tanger, engageant le Maroc à ne plus s'engager dans la lutte contre l'Algérie française. 
L'épidémie meurtrière de Choléra qui se déclara dans le corps militaire français, surprit évidemment, par sa soudaineté et surtout son intensité. Le service de santé, qui ne put prendre immédiatement toutes les mesures efficaces et enrayer, dès le début même, la marche de la maladie.